# Волощук Євгенія Іванівна
Волощук Євгенія Іванівна (нар.29 жовтня 1941 р. у м. Донецьк) — живописець, проживає в місті Дубно з 1999 року.

## Життєпис
Закінчила Донецьку середню школу в 1959 році. Поступила в Томський поліграфічний технікум. Працювала у с. Мордино (республіка Комі, РФ), переїхала в Донецьк, де працювала друкарем Донецької обласної друкарні.
В 1968 році заочно закінчила Московський художній університет ім. Крупської за спеціальністю живопис.
На її творчість мав вплив колишній учень відомого художника Миколи Бойчука Василь Антонович Головатий. З 1982 року проживала на Волині .
Улюблені жанри: портрет, натюрморт, пейзаж, прикладне мистецтво.
Тісні стосунки художниця підтримувала з живописцями Канади і, насамперед, з племінницею М. М. Волощука — Тетяною Аксюк, яка народилась у нашому місті Дубні.

Автор робіт «Спогад про море» (1991), «Натюрморт з фруктами» (1990), натюрморт «Троянди»(1991), « Натюрморт з соняшниками» (1991).
Учасниця художніх виставок:
- м. Донецьк (1981)
- м Львів (1984)
- м. Луцьк (1992)
- м Дубно (1999)

Нагороди:
Лауреат міжнародної літературно-мистецької премії ім.. Авеніра Коломійця (Дубно, 1999).